# Edition Apollon
Die Edition Apollon war ein deutscher Hörbuchverlag mit Sitz in Königs Wusterhausen.
Rechtsträger des Ende 2009 gegründeten Verlags war die Edition Apollon UG (haftungsbeschränkt), eine sogenannte Mini-GmbH mit einem Stammkapital von 500 Euro. Geschäftsführer der Gesellschaft war ab Gründung bis zur Insolvenz im Jahr 2014 der AfD-Landtagsabgeordnete Andreas Kalbitz.
Zu den bekanntesten Hörbüchern des Verlags zählten das Hörbuch zur Novelle Kokain von Walter Rheiner und das Hörspiel Heeresbericht nach dem gleichnamigen Weltkriegsroman von Edlef Köppen. Das weitere Verlagsprogramm bot Hörbücher zu Werken von Pier Paolo Pasolini, Kurt Tucholsky, Ernst Jünger, Hans Fallada, Manfred Hausmann, Leo Tolstoi und Emmy Hennings.

## Belege
1. ↑  Kalbitz, Andreas (Memento des Originals vom 28. September 2017 im Internet Archive)  Info: Der Archivlink wurde automatisch eingesetzt und noch nicht geprüft. Bitte prüfe Original- und Archivlink gemäß Anleitung und entferne dann diesen Hinweis., Lebenslauf auf der Internetpräsenz des Brandenburgischen Landtags, abgerufen im April 2017.
2. ↑  Rezension von Veit Justus Rollmann: Und der Feind trommelt… In: literaturkritik.de rezensionsforum vom 1. Oktober 2012, abgerufen am 6. Oktober 2016.
3. ↑  Agnese Grieco: Eine verzweifelte Vitalität. In: Lange Nacht, Deutschlandfunk, 3. März 2012, abgerufen am 6. Oktober 2016.